# Canarische Eilanden
De Canarische Eilanden (Spaans: Islas Canarias) vormen een eilandengroep in de Atlantische Oceaan, ten westen van Marokko en de Westelijke Sahara. De zeven grote en een zestal kleinere eilanden vormen samen een van de zeventien autonome regio's van Spanje.
Deze autonome regio is vervolgens verdeeld in de twee provincies Santa Cruz de Tenerife en Las Palmas, elk met een eigen hoofdstad: Santa Cruz de Tenerife respectievelijk Las Palmas de Gran Canaria.

## Naam
De naam Canarische Eilanden houdt verband met het Latijnse Canariae Insulae, wat hondeneilanden betekent. Oorspronkelijk werd deze naam alleen aan het eiland Gran Canaria gegeven. Over de reden van deze naamgeving verschillen de meningen. Volgens sommigen leefden er op het eiland veel grote honden. Anderen speculeren dat met de honden eigenlijk de zeehonden bedoeld werden die ooit in de oceaan rondom de Canarische Eilanden leefden. Een derde verklaring voor de naam is dat de oorspronkelijke bewoners, de Guanchen, honden als heilige dieren beschouwden.
De connectie met honden is terug te vinden in het wapen van de Canarische Eilanden, waar twee honden op afgebeeld zijn.
Vast staat dat de Canarische Eilanden in ieder geval niet vernoemd zijn naar de gelijknamige vogel, de kanarie. Het is andersom: deze vogelsoort is vernoemd naar de eilandengroep, waar ze nog in het wild voorkomt.

## Geschiedenis

### Ontstaan
De eilanden zijn ontstaan door onderzeese vulkanische activiteiten. In feite zijn het de toppen van onderzeese bergen, die zijn gevormd in verschillende perioden. Het oudste gevonden materiaal, omhooggestuwd vanaf de zeebodem, dateert van circa honderd miljoen jaar geleden, terwijl het centrale bergland tussen de dertig en tachtig miljoen jaar oud is. Lanzarote en Fuerteventura zijn vermoedelijk het oudst.

### Eerste bewoners
De eerste bewoners kwamen vermoedelijk rond 3000 v. Chr. uit Noord-Afrika en waren verwant aan de huidige Berbers.

### Guanchen

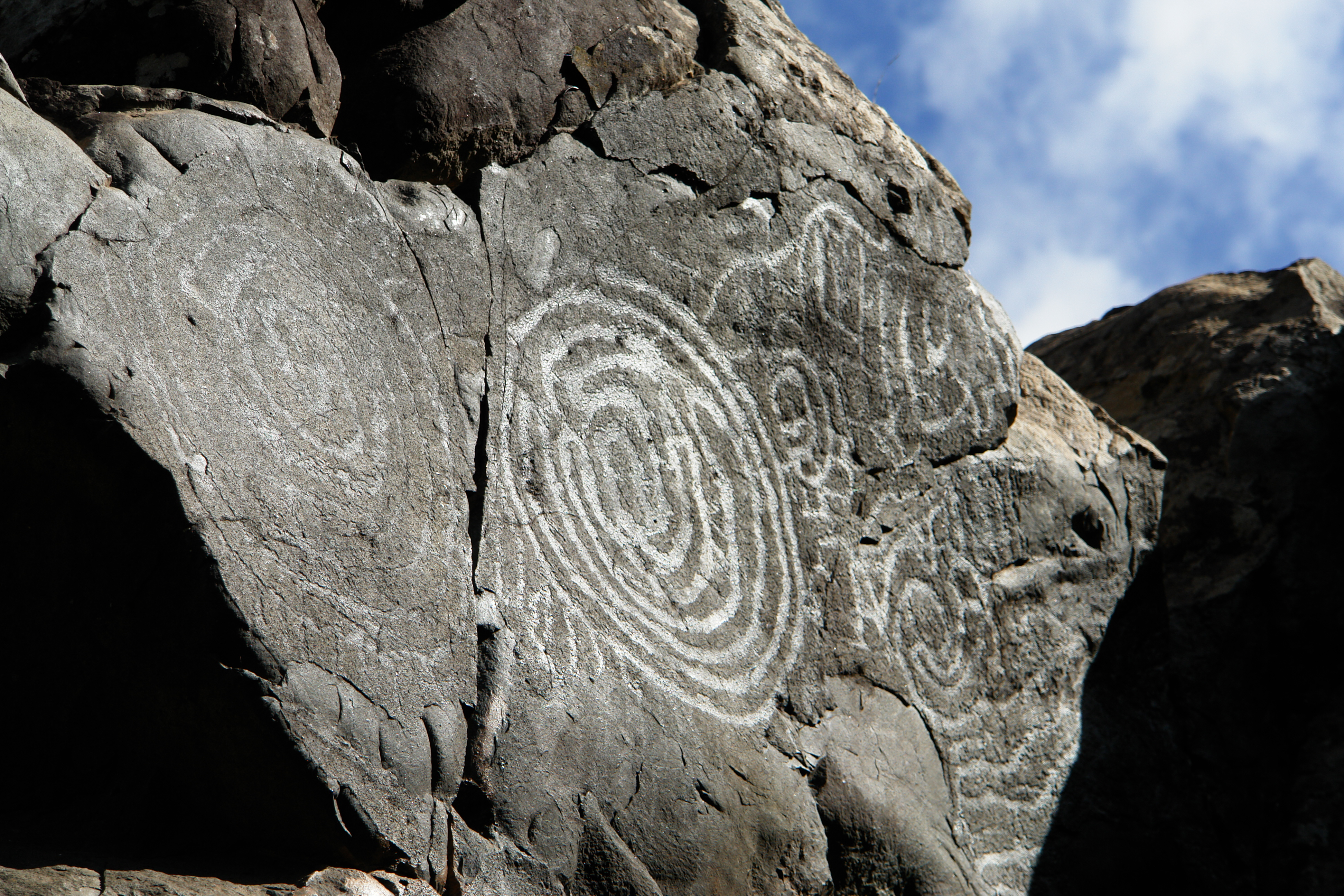
Rotstekening van Guanchen

Vanaf ongeveer de tweede eeuw v. Chr. werden de eilanden bevolkt door de Guanchen. Tot de verovering door de Spanjaarden in de vijftiende eeuw waren zij de enige bewoners van de eilanden. De eerste Guanchen verzamelden eetbare gewassen en vingen vis. Later ontwikkelden ze technieken om gewassen te verbouwen en gingen ze vee houden. Gebruiksvoorwerpen maakten ze van aardewerk, steen en hout. Ze hulden zich in geitenvellen. Toen de eerste Spanjaarden op de eilandengroep verschenen, woonden de meeste eilandbewoners in grotten; slechts enkele families op Gran Canaria woonden in hutten. Het volk verkeerde nog in de steentijd. Een historische bijzonderheid is de gefloten taal, Silbo, die op La Gomera tot op heden als levende traditie bewaard is gebleven.

### Antieken
De eilanden werden in de klassieke oudheid al door zeilschepen bezocht. De Griekse filosoof Plato meende dat de Canarische archipel deel uitmaakte van het legendarische verdwenen rijk Atlantis. De eilanden zijn opgenomen op de kaart van Ptolemaeus, als liggende op de rand van wereld. In 24 na Christus was er volgens de latere schrijver Plinius de Jongere een veldtocht van Juba II naar de eilanden. Hij zou de Canarische eilanden hun naam hebben gegeven.

### Herontdekking
Na de val van het Romeinse Rijk werden de eilanden door velen vergeten, hoewel de Europeanen en de Arabieren van hun bestaan wisten door de klassieke bronnen. Eeuwenlang leefden de eilandbewoners in isolatie. De zeemanskunst waarmee ze naar de eilanden waren gekomen was vergeten, want ze hadden geen boten en allicht ook geen onderling contact. Muhammad al-Idrisi verhaalde in 1154 over acht avonturiers die vanuit Lissabon de Canarische eilanden zouden hebben herondekt, doch zonder blijvend gevolg. In 1312 vond de uit Genua afkomstige Lancelotto Malocello de eilanden. Lanzarote werd vernoemd naar deze man, wiens voornaam ook wel wordt gespeld als Lanzarotto. Zijn herontdekking leidde tot diverse Europese expedities, gemotiveerd door kennis over het goud dat uit sub-Saharaans Afrika kwam. Een Portugese vloot vertrok in 1341 uit Lissabon. In de brief De Canaria van Giovanni Boccaccio is hun ontgoochelende wedervaren beschreven. Desondanks stuurde Jacobus III van Majorca opnieuw een zwaarbewapende vloot. Na 1343 werden de eilanden aangedaan door Catalaans-Aragonese schepen en werd een missioneringsbisschop geïnstalleerd op Gran Canaria. Eilandbewoners werden weggevoerd en als slaaf aan het werk gezet in Mallorca. Er kwam een inheemse ontvolking op gang, die nog versnelde na 1400.

### Spaanse verovering
De Franse ontdekkingsreiziger Jean de Béthencourt leidde in 1402 een expeditie naar de Canarische Eilanden om in opdracht van de Kroon van Castilië de eilanden te veroveren. De Guanchen gaven zich echter niet zonder slag of stoot gewonnen en in eerste instantie lukte het de Castiliaanse troepen alleen om Lanzarote in te nemen. Pas twee jaar later, na vele veldslagen, slaagden de troepen van de Normandische edelman erin om de bewoners van de eilanden Fuerteventura, El Hierro en La Gomera te verslaan. Veel Guanchen sneuvelden in de strijd. Anderen werden gevangengenomen en verkocht als slaven. In 1404 stichtte De Béthencourt de stad Betancuria op Fuerteventura, als hoofdplaats van het eiland. Twintig jaar later kwam hij tijdens de verovering van Gran Canaria na een gevecht met de oorspronkelijke bewoners van dit eiland om het leven.
Intussen speelde de rivaliteit tussen Spanje en Portugal over de heerschappij op zee. Met het verdrag van Alcáçovas uit 1479 werden de Canarische eilanden aan Spanje toegewezen.

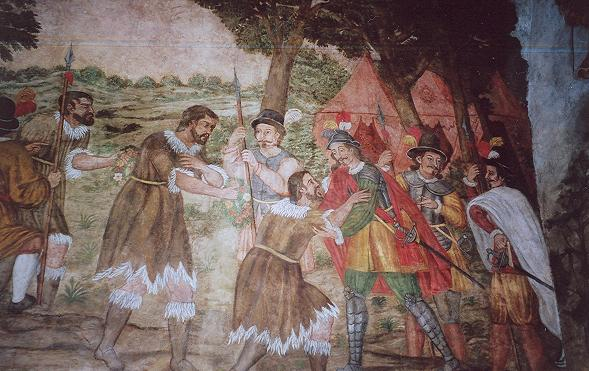
Guanchen geven zich over aan Alonso Fernández de Lugo

De Guanchen op Gran Canaria wisten zich staande te houden, ondanks herhaalde pogingen van de Castilianen om ook dit eiland in te nemen. Pas in 1483, onder het gezamenlijke bewind van koning Ferdinand van Aragon en koningin Isabella van Castilië, werd na een nieuwe periode van vijf jaar van strijd Gran Canaria ingenomen. Na de verovering van Gran Canaria lieten de nieuwe machthebbers hun oog vallen op het eiland La Palma. De veroveraar Alonso Fernández de Lugo versloeg in snel tempo de kleine legers van enkele koninkrijkjes op La Palma. Koning Tanausü trok zich echter terug in de vulkaankrater van Taburiente. Hij werd daarop door Fernández uitgenodigd om deel te nemen aan vredesbesprekingen. Tijdens deze besprekingen nam Fernández koning Tanausü en zijn volgelingen gevangen. De koning werd op een boot gezet naar het Spaanse vasteland. Hij zou zijn bestemming niet bereiken: Tanausü weigerde al het voedsel dat men hem aanbood, en stierf tijdens de reis.
Gesterkt door zijn successen op het eiland La Palma zette Fernández in 1494 koers naar Tenerife, het enige eiland dat nog niet onder het gezag van de Castiliaanse Kroon was geplaatst. De Guanchen gaven zich echter niet gewonnen. Vele Castilianen stierven tijdens de gevechten en Fernández was genoodzaakt zijn troepen terug te trekken van Tenerife, om een jaar later terug te keren. Deze keer lukte het hem wel om het eiland te veroveren: in 1496 werd het laatste verzet gebroken.
De Guanchen werden gedwongen om voor de Spanjaarden te werken, zowel op het land als in de suikerraffinaderijen. Velen werden als slaaf verkocht op de slavenmarkten van Sevilla en Valencia. Het land dat de Guanchen bezaten, moesten zij afstaan aan de nieuwe grootgrondbezitters, bestaande uit voormalige veroveraars, kolonisten, handelaren en de kerk. Slechts de leden van de koninklijke families en de Guanchen die aan de zijde van de Spanjaarden hadden meegevochten, mochten een stuk land behouden. In 1541 schreef de Italiaan Girolamo Benzoni, toen hij de eilanden bezocht, dat de Guanchen bijna waren uitgestorven en dat hun taal ook de bezetting door de Spanjaarden niet had overleefd.

### Na de verovering
In de volgende twee eeuwen werden de nederzettingen op de Canarische Eilanden steeds welvarender, doordat ze als handelspost dienden voor de Nieuwe Wereld. Vooral op La Palma werden grote paleizen en kerken gebouwd. De El Salvador-kerk is een van de best overgebleven voorbeelden van de 16e-eeuwse architectuur op het eiland. Tussen 1550 en 1600 ontstond er op de eilanden een Vlaamse Canarische Natie. Er kwamen veel Vlamingen wonen, die er suikerplantages oprichtten. Nog altijd vindt men er straten en huizen met Vlaamse namen. Suikerriet werd een belangrijk exportproduct van de eilanden en zorgde voor een groot deel voor de stijgende welvaart. Op de suikerrietplantages werkten Europeanen en Afrikaanse slaven, ondanks het verbod op slavenhandel dat Spanje in 1537 had ingesteld. De teelt van suikerriet veroorzaakte het verdwijnen van de oorspronkelijke bossen en er ontstond vanaf de kale hellingen erosie.
De rijkdom van de eilanden trok regelmatig piraten aan en leidde meer dan eens tot gevechten met andere mogendheden, die telkens tevergeefs probeerden de Canarische Eilanden te veroveren op de Spanjaarden. Een van die aanvallen werd tijdens de Tachtigjarige Oorlog uitgevoerd door een Nederlandse vloot van 74 schepen en 12.000 manschappen onder aanvoering van Pieter van der Does. Het lukte de Nederlanders om in 1599 op Gran Canaria aan wal te gaan en de stad Las Palmas de Gran Canaria te belegeren. Ze eisten dat de stad zich zou overgeven en alle rijkdommen aan hen zou overdragen. Ze kregen slechts twaalf schapen en drie kalveren. Woedend trokken 4000 Nederlandse soldaten naar de plaats Santa Brigade, waar de Raad van de Canarische Eilanden zich verscholen had. Ze werden daar echter in de val gelokt door 300 Canarische soldaten die 150 Nederlanders ombrachten en de rest dwongen zich terug te trekken. Teruggekomen bij Las Palmas deden ze vervolgens nog een poging om de stad plat te branden, maar ook dit lukte niet, waarop de Nederlanders besloten zich helemaal terug te trekken uit de Canarische Eilanden.

### Columbus
De Genuese ontdekkingsreiziger Christoffel Columbus onderbrak zijn reizen van Spanje naar Amerika tot viermaal toe op de Canarische Eilanden. Driemaal verbleef hij op Gran Canaria en eenmaal op La Gomera. Hij koos de Canarische Eilanden als tussenstop, omdat de eilanden precies op de juiste plek liggen om volledig gebruik te kunnen maken van de constante westwaartse passaatwinden en zeestromingen. De huidige hoofdstad van Gran Canaria, Las Palmas, speelde een belangrijke rol tijdens de ontdekkingsreizen van Columbus naar Amerika. Hier kwam hij weer op krachten en werden zijn drie schepen, de Pinta, de Santa María en de Niña, in gereedheid gebracht om de grote reis over de Duistere Zee (de huidige Atlantische Oceaan) naar de Nieuwe Wereld te maken. Van zijn verblijf in Las Palmas getuigen de Bedevaartkapel van Columbus, waar de zeer gelovige Columbus regelmatig kwam bidden, en het Huis van Columbus (Casa de Colón), beide in de wijk Vegueta.

### Wijn en cochenille
Na de verovering van de Caraïben, waar suiker goedkoper kon worden geproduceerd, kwam er een einde aan de suikerindustrie op de Canarische eilanden. Deze industrie werd opgevolgd door de productie van wijn. In 1665 werd in Londen de Canary Islands' Company opgericht, die de handel met Groot-Brittannië in handen had. In 1685 en 1687 was er een grote sprinkhanenplaag, die de wijngaarden vernietigde. Daarnaast was er concurrentie met wijn uit Madeira en Málaga. Ten slotte nam door de Spaanse Successieoorlog (1701-1713) de wijnhandel met Groot-Brittannië af. Hierna begon men met de productie van de cochenilleluis om karmijn te winnen.
In 1706 werd de plaats Garachico verwoest door een uitbarsting van de Volcán Negra. In 1744 stichtten Augustijner monniken een universiteit in La Laguna.
In 1797 viel Nelson Santa Cruz de Tenerife aan in een poging om de eilanden te veroveren. Hij verloor de strijd en daarbij ook zijn arm. Naar verluidt bood de gouverneur van Santa Cruz de admiraal een glas lokale wijn aan.

### Vanaf 1800
In 1812 werden de Canarische eilanden een Spaanse provincie. Er ontstond vervolgens rivaliteit tussen de eilanden. De rivaliteit tussen de twee steden Santa Cruz de Tenerife en Las Palmas de Gran Canaria over welke van de twee zich de hoofdstad van de eilanden mocht noemen, leidde in 1927 tot de opsplitsing van de Canarische Eilanden in twee provincies. Deze indeling bleef gehandhaafd, ook toen de eilanden later autonomie verkregen.
In het begin van de 20e eeuw begonnen de Britten met het verbouwen van bananen op de Canarische Eilanden. Dit zou uiteindelijk een belangrijker exportproduct worden dan het eerdere suikerriet en de wijn.
Uit angst voor een staatsgreep stuurde de toenmalige Republikeinse regering van Spanje de held uit de Marokko-oorlogen, Francisco Franco, naar Tenerife. In 1936 greep hij daar de macht, waardoor de Spaanse Burgeroorlog begon. Hierdoor stagneerde de economie op de eilanden opnieuw. Er ontstond verzet tegen Franco en het Canarisch nationalisme leefde op.
Na de oprichting van het koninkrijk Spanje (na de dictatoriale periode van Franco gedurende de tijd van de Spaanse Staat) werd er in 1982 een wet aangenomen die voorzag in de autonomie voor de Canarische Eilanden. In 1983 werden de eerste autonome Canarische verkiezingen gehouden.
In 1986 werd Spanje, en daarmee ook de Canarische eilanden, lid van de Europese Unie.

## Geografie
De Canarische Eilanden bestaan uit zeven grote eilanden en zes kleinere eilandjes. De eilandengroep ligt ongeveer honderd kilometer ten westen van de kust van Zuid-Marokko. De eilanden liggen geografisch gezien in een licht gekromde boog, met Lanzarote als oostelijkste eiland en El Hierro als westelijkste. Deze eilanden worden gewoonlijk beschouwd als behorend tot Afrika hoewel zij niet op de Afrikaanse continentale plaat liggen.
Plantkundig behoren de Canarische Eilanden, samen met de Kaapverdische Eilanden, de Azoren en Madeira, tot Macaronesië. Ze herbergen een groot aantal endemische soorten, waaronder bijvoorbeeld de Canarische dadelpalm.
Voor het warme subtropische klimaat is onder andere de Canarische stroom van belang.
Vier van de dertien nationale parken van Spanje bevinden zich op de Canarische Eilanden, meer dan in enige andere autonome gemeenschap. El Teide is het meest bezochte nationale park van Spanje en ook het oudste en grootste op de Canarische Eilanden.

### Geologie
Zo'n 180 miljoen jaar geleden, tijdens de Jura, brak het supercontinent Pangea uit elkaar. Een van de eerste riften ontstond ten westen van waar nu Afrika ligt. Het bekken dat zo ontstond, vormde de Atlantische Oceaan. Boven de traag bewegende Afrikaanse Plaat ontwikkelde zich de Canarische archipel. De exacte oorzaak daarvan is nog niet duidelijk. De meest gedragen hypothese is voorlopig een hotspot, een relatief zwakke plek in de aardkorst waar zich vulkanische activiteiten voordoen. Deze hotspot werd in het Krijt actief en vanaf het Mioceen werden de vulkanische eilanden zichtbaar. Zo'n 20 miljoen jaar geleden kwam Lanzarote als eerste aan de oppervlakte, terwijl Tenerife en La Palma zich pas 2 miljoen jaar geleden lieten zien. De vulkanische activiteiten gaan door en de eilanden blijven geologisch actief.

### Eilanden
| Vlag | Wapen | Eiland          | Hoofdstad                  | Provincie              | Oppervlakte (km²) | Bevolking (2019) |
| ---- | ----- | --------------- | -------------------------- | ---------------------- | ----------------- | ---------------- |
|      |       | El Hierro       | Valverde                   | Santa Cruz de Tenerife | 268,71            | 11.154           |
|      |       | Fuerteventura   | Puerto del Rosario         | Las Palmas             | 1.660             | 122.629          |
|      |       | Gran Canaria    | Las Palmas de Gran Canaria | Las Palmas             | 1.560,1           | 865.756          |
|      |       | La Gomera       | San Sebastián de La Gomera | Santa Cruz de Tenerife | 369,76            | 22.100           |
|      |       | Lanzarote       | Arrecife                   | Las Palmas             | 845,94            | 150.998          |
|      |       | La Palma        | Santa Cruz de La Palma     | Santa Cruz de Tenerife | 708,32            | 83.456           |
|      |       | Tenerife        | Santa Cruz de Tenerife     | Santa Cruz de Tenerife | 2.034,38          | 949.471          |
|      |       | La Graciosa     | Caleta de Sebo             | Las Palmas             | 29,05             | 658              |
|      |       | Alegranza       |                            | Las Palmas             | 10,3              | -                |
|      |       | Isla de Lobos   |                            | Las Palmas             | 4,5               | -                |
|      |       | Montaña Clara   |                            | Las Palmas             | 1,48              | -                |
|      |       | Roque del Este  |                            | Las Palmas             | 0,06              | -                |
|      |       | Roque del Oeste |                            | Las Palmas             | 0,015             | -                |

#### El Hierro
El Hierro, ook bekend onder de naam Ferro, is het meest westelijk gelegen Canarische eiland. Het is het kleinste van de zeven hoofdeilanden van de archipel en heeft ook de minste inwoners.

#### Fuerteventura
Fuerteventura is, met een oppervlakte van 1660 km², het op een na grootste eiland van de groep. Het is het oudste Canarische eiland. Drie kilometer voor de kust van Fuerteventura ligt het kleine onbewoonde Isla de Lobos.

#### Gran Canaria
De hoofdstad van Gran Canaria is Las Palmas de Gran Canaria, de grootste stad van de Canarische eilanden en een van de hoofdsteden van de regio (samen met Santa Cruz de Tenerife). In het centrum van het eiland liggen de Roque Nublo (1813 m) en Pico de las Nieves (1949 m). In het zuiden van Gran Canaria liggen populaire toeristenbestemmingen, waaronder Maspalomas en Playa del Inglés.

#### La Gomera
La Gomera is geologisch gezien een van de oudste eilanden van de groep.

#### Lanzarote
Lanzarote is het oostelijkste Canarische eiland. De hoofdstad is Arrecife.

##### Chinijo-archipel
De Chinijo-archipel ligt ten noordoosten van Lanzarote en omvat een aantal kleine eilandjes en klippen, waaronder La Graciosa, Alegranza, Montaña Clara, Roque del Este en Roque del Oeste. Het enige bewoonde eilandje hiervan, en tevens het kleinste bewoonde Canarische eiland, is La Graciosa.

#### La Palma
Op La Palma kwam de vulkaan Teneguía, die deel uitmaakt van de vulkanengroep Cumbre Vieja, in 1971 nog tot uitbarsting.
Vijftig jaar later, in de middag van 19 september 2021, was er opnieuw een eruptie binnen dezelfde vulkanengroep. Toen barstte de vulkaan Montaña Rajada (Tajogaite) gedurende bijna drie maanden uit.

#### Tenerife
Tenerife is het grootste Canarische eiland en heeft ook de meeste inwoners van de eilandengroep. De twee belangrijkste steden op het eiland zijn Santa Cruz de Tenerife (een van de hoofdsteden van de regio) en San Cristóbal de La Laguna, dat op de Werelderfgoedlijst staat. El Teide (3718 m), tevens vermeld op de Werelderfgoedlijst, is de hoogste berg van Spanje.

### Demografische ontwikkeling
Bevolkingscijfers in duizendtallen
Bron: INE

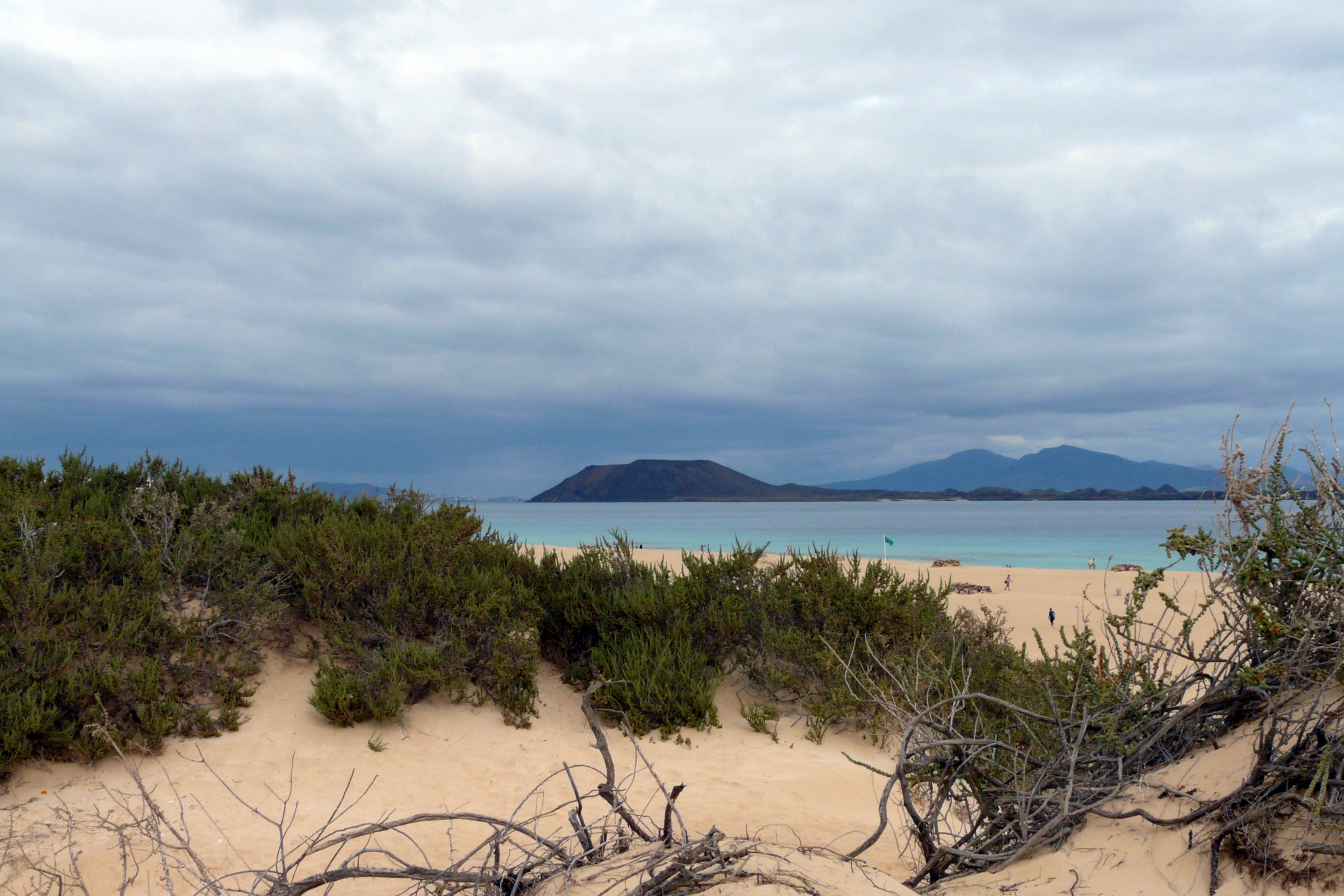
Strand op Fuerteventura
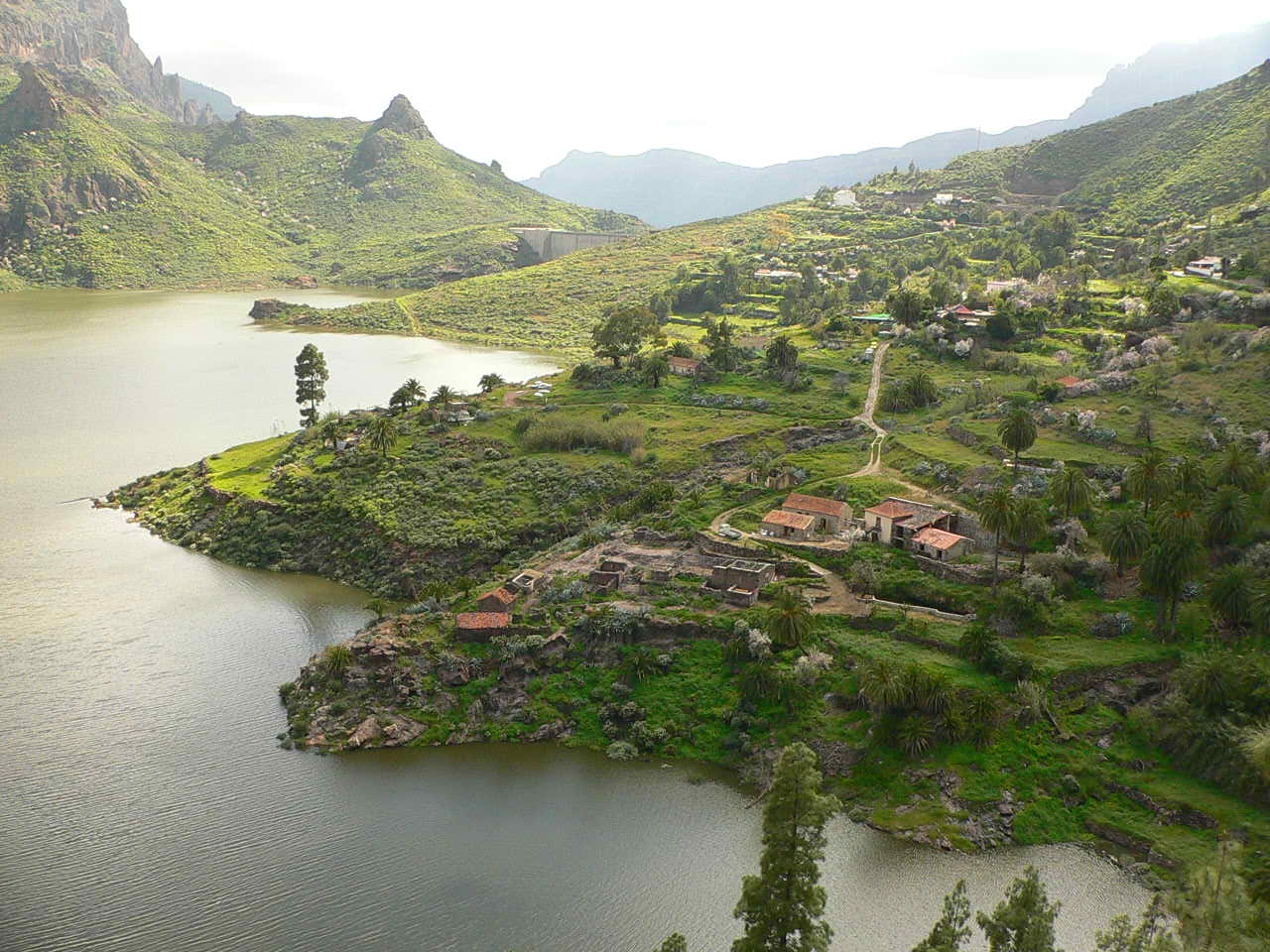
Stuwmeer Presa de Soria op Gran Canaria
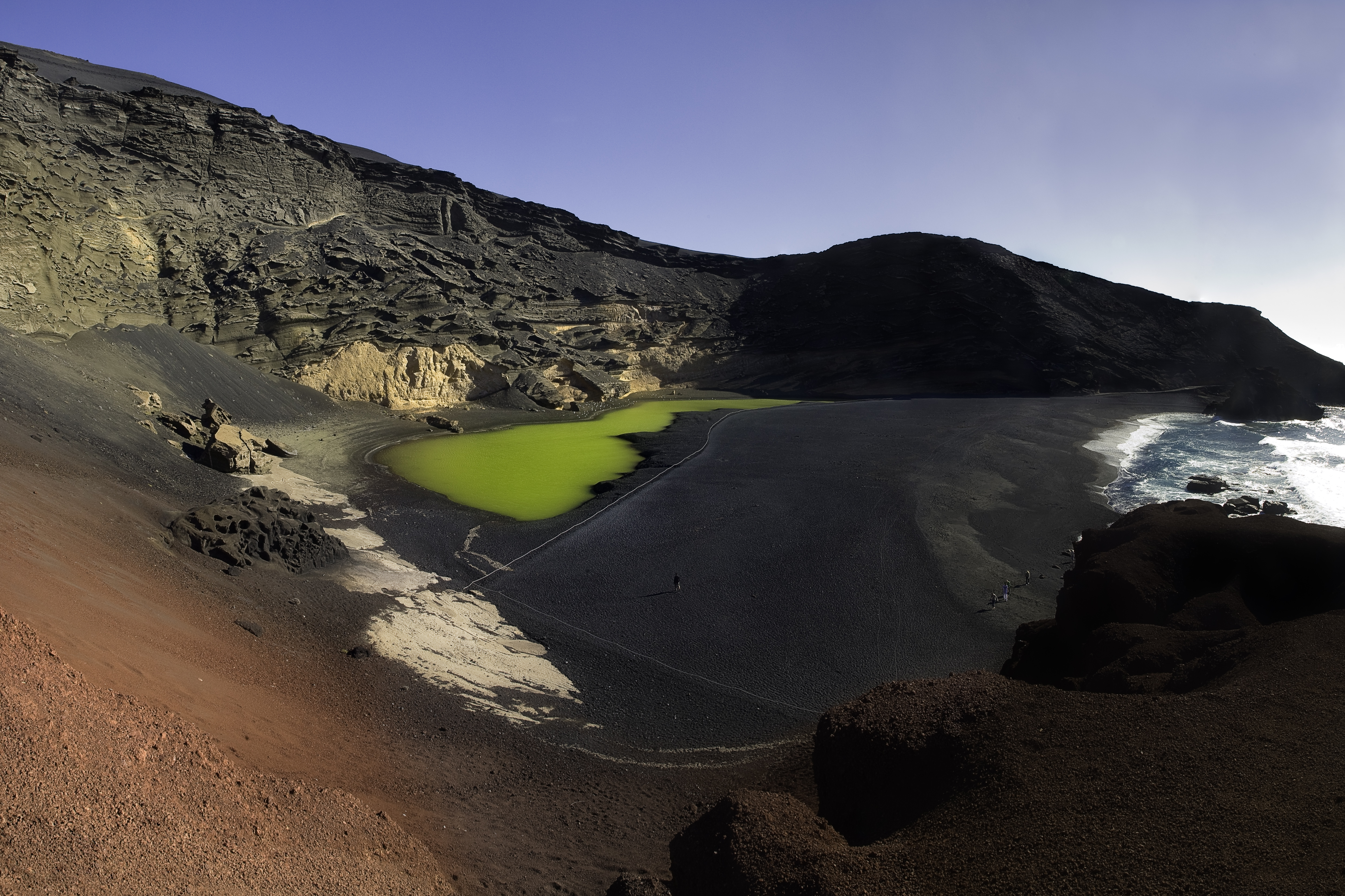
Strand en groen kratermeer El Golfo op Lanzarote

## Politiek
De Canarische Eilanden vormen een autonome regio van Spanje en bestaan uit twee provincies: Santa Cruz de Tenerife en Las Palmas. De hoofdsteden van beide provincies, (Santa Cruz de Tenerife en Las Palmas de Gran Canaria), vormen samen ook de hoofdsteden van de autonome regio Canarische Eilanden. Elk van de zeven hoofdeilanden wordt bestuurd door een eilandraad, Cabildo Insular genoemd.
De eilanden hebben dertien zetels in de Spaanse Senaat. Elf daarvan worden rechtstreeks gekozen door de bevolking (drie voor Gran Canaria, drie voor Tenerife, een voor elk ander eiland) en twee zetels worden benoemd door het parlement van de Canarische Eilanden. De senaat is het enige overheidslichaam dat de regering toestemming kan geven een autonome gemeenschap sancties op te leggen als deze zijn grondwettelijke verplichtingen niet nakomt. Ook wordt de senaat geraadpleegd als de centrale overheid wetten van de verschillende gemeenschappen probeert te harmoniseren.
De Coalición Canaria regeert momenteel de Spaanse deelstaat Canarische Eilanden met een minderheidsregering sinds de breuk van mei 2005 met de Partido Popular, de Spaanse conservatieve partij. De partij voert tegenwoordig een neoliberaal beleid dat sterk gericht is op de economie van de regio, maar streeft geen afscheiding van Spanje meer na. Enkele voorlopers van deze partij deden dat wel, voor de fusie van 1993.

## Religie

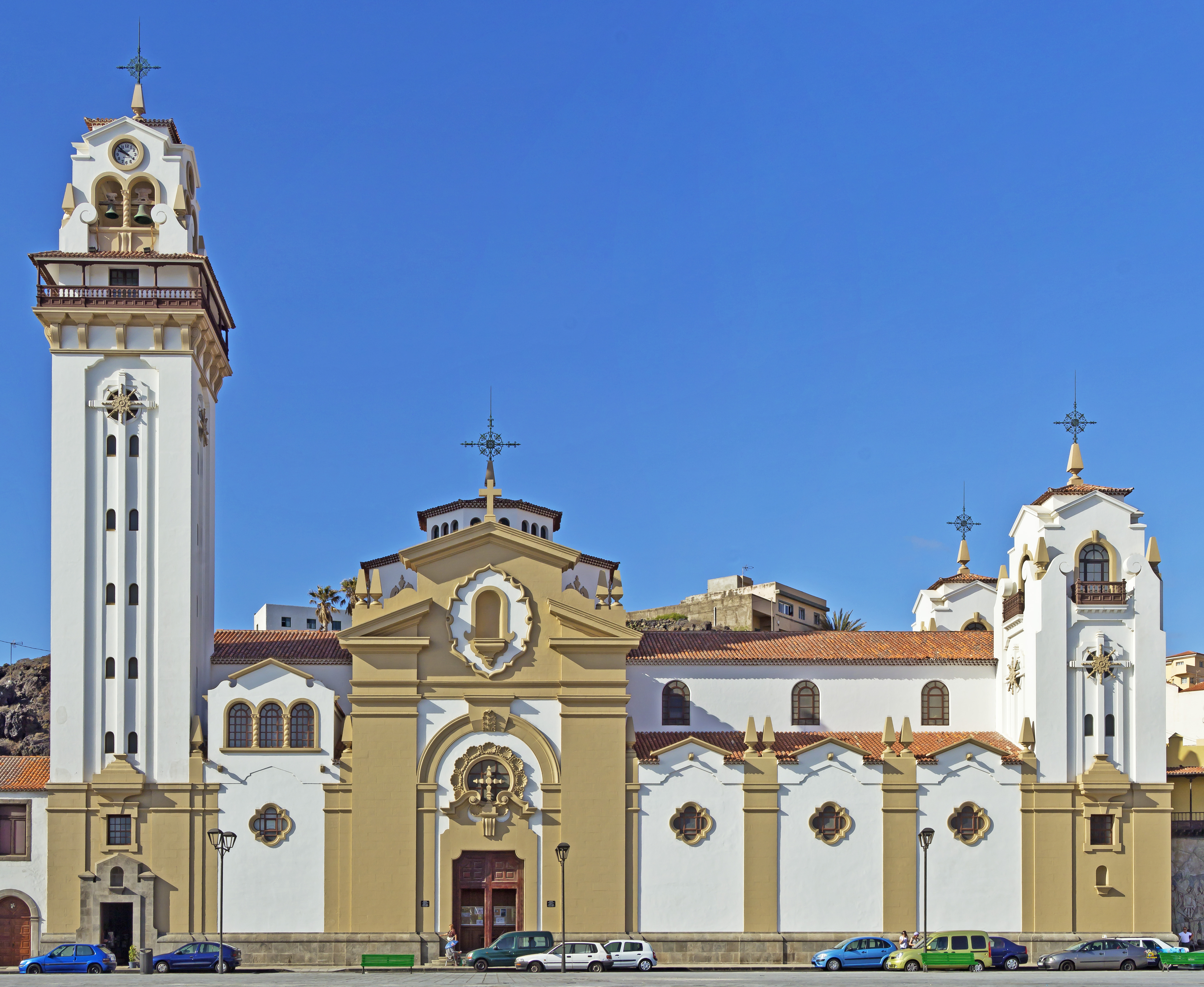
Basiliek van Onze-Lieve-Vrouw van Candelaria, beschermheilige van de Canarische eilanden

Het merendeel van de Canarische bevolking is rooms-katholiek gedoopt. Er zijn geen betrouwbare cijfers over de ledenaantallen van de verschillende religieuze gemeenschappen. Het aantal plaatsen van aanbidding werd in 2012 vastgesteld in een onderzoek. Katholieke kerken 155, Jehova's Getuigen 45, Moslims 29, Boeddhisten 14, Adventisten 10, Mormonen 9, Bahá'í 8, Anglicanen 5, Joden 5.

### Rooms-katholieke kerk
De Maagd van Candelaria is de beschermheilige van de Canarische eilanden. Ter ere van haar is de Koninklijke Basiliek van Onze-Lieve-Vrouw van Candelaria in Candelaria. Op de Canarische eilanden werden twee katholieke heiligen geboren: Petrus van Betancurt en José de Anchieta. De twee waren ook zendelingen in Guatemala en Brazilië.
De Canarische eilanden zijn onderverdeeld in twee katholieke bisdommen, elk geregeerd door een bisschop:
- Diócesis de Canarias, omvat de eilanden Gran Canaria, Fuerteventura en Lanzarote. Het hoofdkantoor bevindt zich in de stad Las Palmas de Gran Canaria en de zetel is de Sint-Annakathedraal.
- Diócesis de San Cristóbal de La Laguna, omvat de eilanden Tenerife, La Palma, La Gomera en El Hierro. Het hoofdkantoor bevindt zich in de stad San Cristóbal de La Laguna.

## Klimaat
De Canarische Eilanden hebben een subtropisch klimaat zonder seizoensveranderingen. Het gehele jaar door dezelfde zomerse temperaturen, woestijnachtig op de oostelijke eilanden, iets vochtiger op de westelijker gelegen eilanden. Volgens de universiteit van Syracuse heeft de stad Las Palmas op Gran Canaria het beste klimaat ter wereld.
De gemiddelde maandtemperaturen verschillen lichtelijk per eiland. En zelfs op één eiland kunnen er lokale verschillen zijn. Zo is het zuiden van Gran Canaria warmer en droger dan het noorden. Om toch een idee te geven van weergemiddelden op de Canarische Eilanden hieronder de tabel betreffende de luchthaven van Gran Canaria.
| Maand                  | jan | feb | mrt | apr | mei | jun | jul | aug | sep | okt | nov | dec | Jaar |
| ---------------------- | --- | --- | --- | --- | --- | --- | --- | --- | --- | --- | --- | --- | ---- |
| Gemiddeld maximum (°C) | 20  | 21  | 22  | 22  | 23  | 25  | 25  | 27  | 27  | 26  | 24  | 22  | 24   |
| Gemiddeld minimum (°C) | 14  | 15  | 15  | 16  | 17  | 19  | 20  | 21  | 21  | 20  | 18  | 16  | 18   |
|                        |     |     |     |     |     |     |     |     |     |     |     |     |      |
| Neerslag (mm)          | 18  | 24  | 14  | 7   | 2   | 0   | 0   | 0   | 10  | 13  | 18  | 27  | 134  |

## Cultuur
De bevolking van de Canarische eilanden is gehecht aan haar diepgewortelde tradities en kunstnijverheid. De ambachten omvatten borduurwerk, keramiek, kantklossen, houtsnijwerk enzovoorts. Elk eiland heeft zijn eigen specialiteit. Zo staat La Gomera bekend om zijn gevlochten manden en is Tenerife het centrum voor traditionele potten in Guanchestijl. Op El Hierro maakt men geweven tapijten en tassen en in de stad Ingenio op Gran Canaria is borduurwerk van de eilanden te vinden. Deze ambachten komen voort uit invloeden van allerlei culturen, waarvan de Guanche-ontwerpen het meest authentiek zijn. Deze zijn nagemaakt van archeologische vondsten en worden traditioneel uitgevoerd. Het betreft dan vooral aardewerk in de Moors geïnspireerde Azulejostijl. In het regionale dieet speelt maiszetmeel (gofio) van oudsher een belangrijke rol.
Een typisch Canarisch gerecht zijn papas arrugadas: in zout water gekookte aardappelen die met rode of groene mojosaus worden geserveerd en met schil en al worden opgegeten.
Carnaval speelt een grote rol op de Canarische eilanden. Het carnaval van Santa Cruz op Tenerife wordt wel vergeleken met de spektakels van Rio de Janeiro en New Orleans. Het vindt jaarlijks plaats tijdens de tien tot veertien dagen voor Aswoensdag.

## Vervoer
De Canarische Eilanden hebben in totaal acht luchthavens, twee van de grootste havens van Spanje en een netwerk van autosnelwegen op de diverse eilanden. Tussen de eilanden varen veerboten die veel passagiers en grote hoeveelheden goederen (vrachtwagens) kunnen vervoeren. Ook zijn er moderne snelle ferryverbindingen waarmee bijvoorbeeld de reistijd tussen Tenerife en Gran Canaria ongeveer een uur is en La Palma kan vanaf Tenerife in twee-en-een-half uur worden bereikt.
De grootste luchthaven is de luchthaven Gran Canaria, met jaarlijks ongeveer 10 miljoen passagiers. Dit is qua reizigersaantallen het vijfde vliegveld van Spanje. De grootste haven bevindt zich in de stad Las Palmas. Het is een belangrijke havenstad voor de handel met Europa, Afrika en Amerika. Het is de vierde grootste commerciële haven in Spanje met meer dan 1,4 miljoen TEU's. De grootste commerciële bedrijven van de wereld werken hier. In deze haven is er een internationale post van het Rode Kruis, een van de wereldwijd slechts vier van zulke posten. Tenerife heeft twee luchthavens, Tenerife Noord (4 miljoen passagiers per jaar) en Tenerife Zuid (bijna 7 miljoen passagiers). Als geheel verwerken de Canarische Eilanden ongeveer 16,9 miljoen passagiers per jaar. Het grootste deel hiervan wordt verwerkt door de twee grote eilanden: Tenerife (6,2 miljoen) en Gran Canaria (5 miljoen).

### Tram en spoor
In 2007 is de Tram van Tenerife geopend. Deze tram, de enige op de Canarische Eilanden, maakt het mogelijk om te reizen tussen Santa Cruz de Tenerife en San Cristóbal de La Laguna. Momenteel zijn er plannen voor nog twee spoor- of tramtrajecten op Tenerife en één op Gran Canaria. De trein op Tenerife zou van het noorden naar het zuiden moeten gaan rijden, tussen Santa Cruz de Tenerife (noorden) en Costa Adeje in Adeje (zuiden), en de trein op Gran Canaria van Las Palmas de Gran Canaria (noorden) naar Maspalomas (zuiden).

### Luchthavens
- Luchthaven Tenerife Zuid (TFS) - Tenerife
- Luchthaven Tenerife Noord (TFN) - Tenerife
- Luchthaven Lanzarote (ACE) - Lanzarote
- Luchthaven Fuerteventura (FUE) - Fuerteventura
- Luchthaven Gran Canaria (LPA) - Gran Canaria
- Luchthaven Santa Cruz de La Palma (SPC) - La Palma
- Luchthaven La Gomera (GMZ) - La Gomera
- Luchthaven El Hierro (VDE) - El Hierro

### Havens
- Haven Agaete - Gran Canaria
- Haven Arrecife - Lanzarote
- Haven Los Cristianos - Tenerife
- Haven La Estaca - El Hierro
- Haven Garachico - Tenerife
- Haven Morro Jable - Fuerteventura
- Haven Las Palmas - Gran Canaria
- Haven Puerto del Rosario - Fuerteventura
- Haven San Sebastián de La Gomera - La Gomera
- Haven Santa Cruz de La Palma - La Palma
- Haven Santa Cruz de Tenerife - Tenerife

## Economie

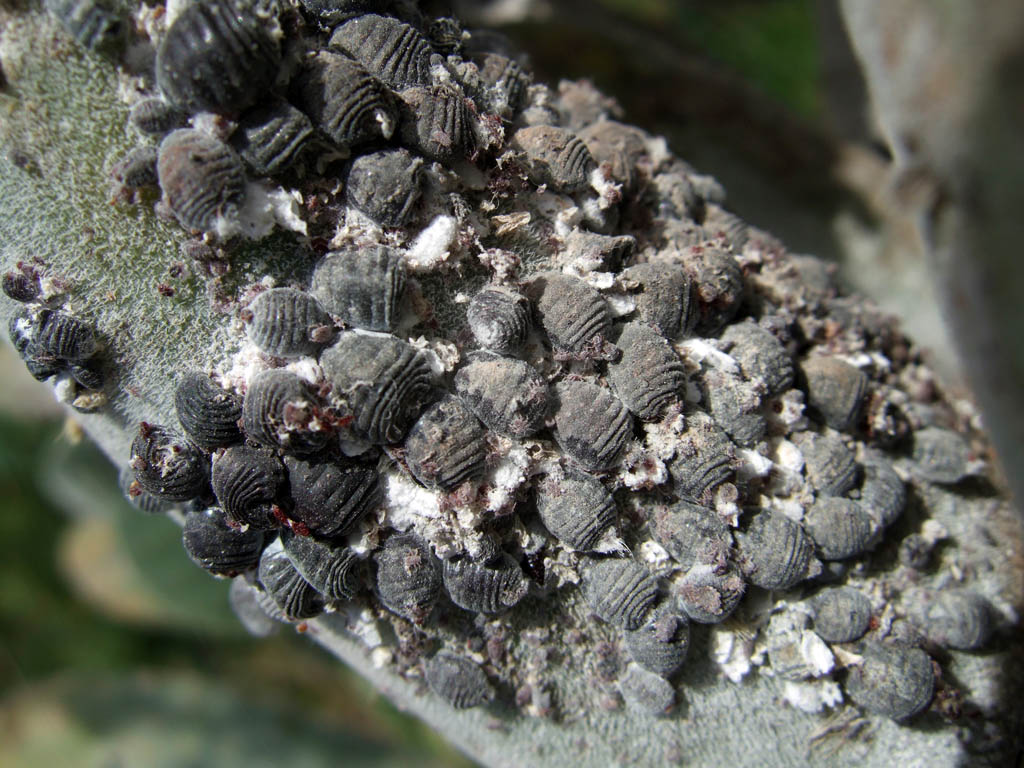
Cochenilleluis

De afgelopen decennia is met name in de zuidelijke streken van Tenerife en Gran Canaria het toerisme een belangrijke bron van inkomsten geworden. Bananen, die voornamelijk geteeld worden op de eilanden La Palma en Tenerife, zijn een belangrijk exportproduct naar het moederland Spanje. Op Gran Canaria worden ook bloemen geteeld voor de export. In vroeger tijden kweekte men er cochenilleluizen op de veelvoorkomende vijgcactus als uitgangsproduct voor de kleurstof karmijnzuur.
Wijnbouw op de Canarische Eilanden neemt eveneens een belangrijke plaats in.
De Canarische Eilanden behoren wel tot het douanegebied maar niet tot het btw- en accijnsgebied van de Europese Unie. Dit wil zeggen dat bij het transport van goederen tussen de Canarische Eilanden en de andere landen van de EU er géén invoerrechten verschuldigd zijn, maar wel accijnzen en btw.

### Toeristische statistieken
Aantal toeristen die in 2018 de Canarische Eilanden hebben bezocht, per eiland:
- Tenerife: 5.758.000
- Gran Canaria: 4.403.000
- Lanzarote: 2.881.000
- Fuerteventura: 2.124.000
- La Palma: 274.000
- La Gomera en El Hierro: 120.000

## Afbeeldingen

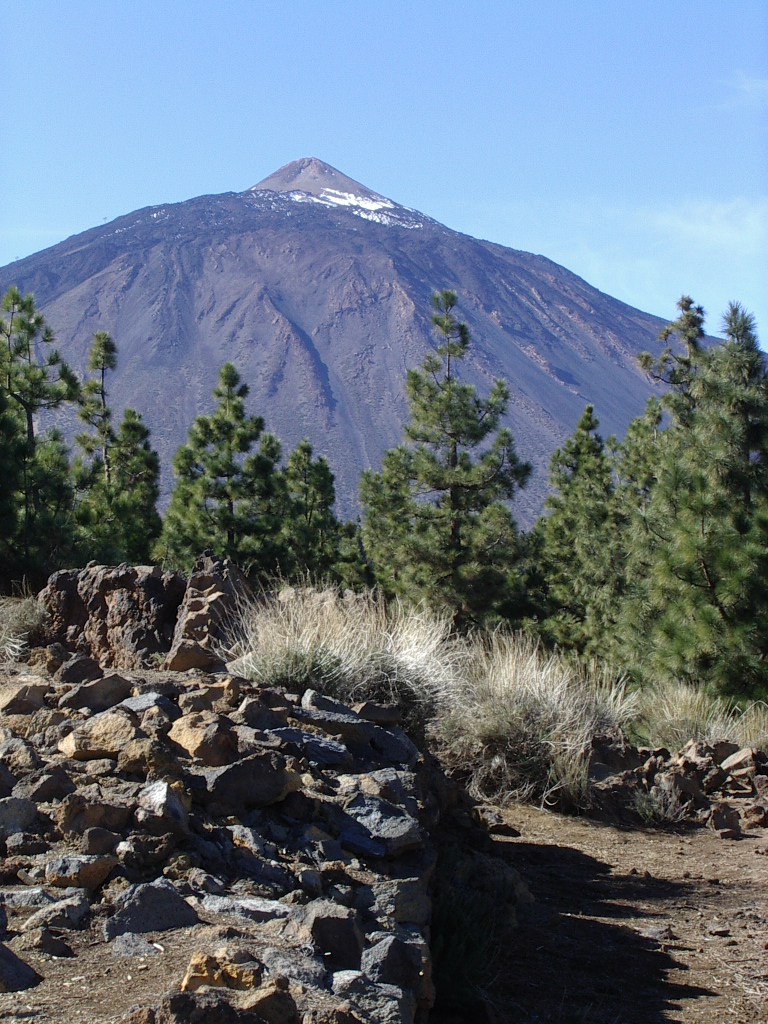
De vulkaan Teide op Tenerife is de hoogste berg van Spanje
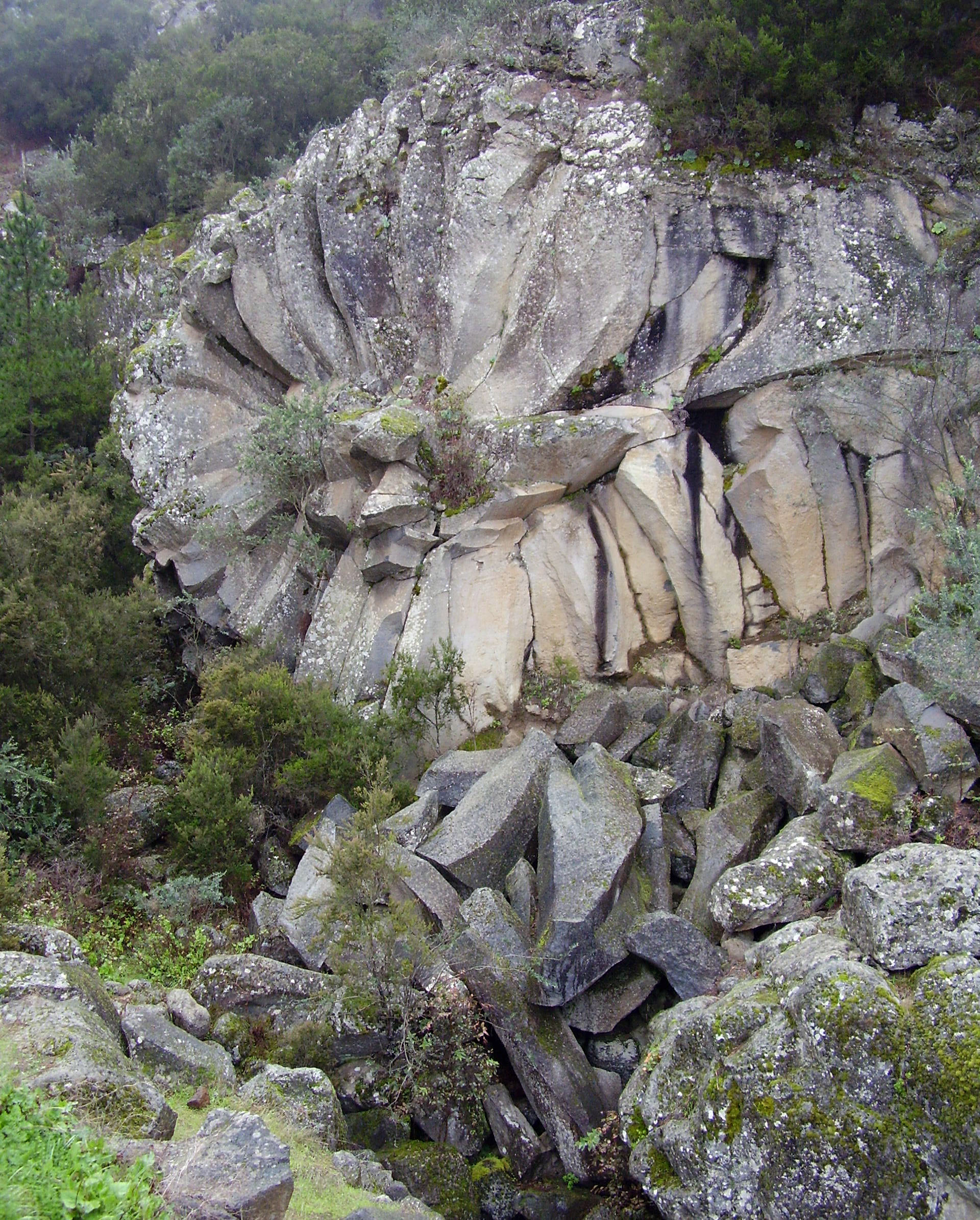
Vulkanische rotsformatie op Tenerife
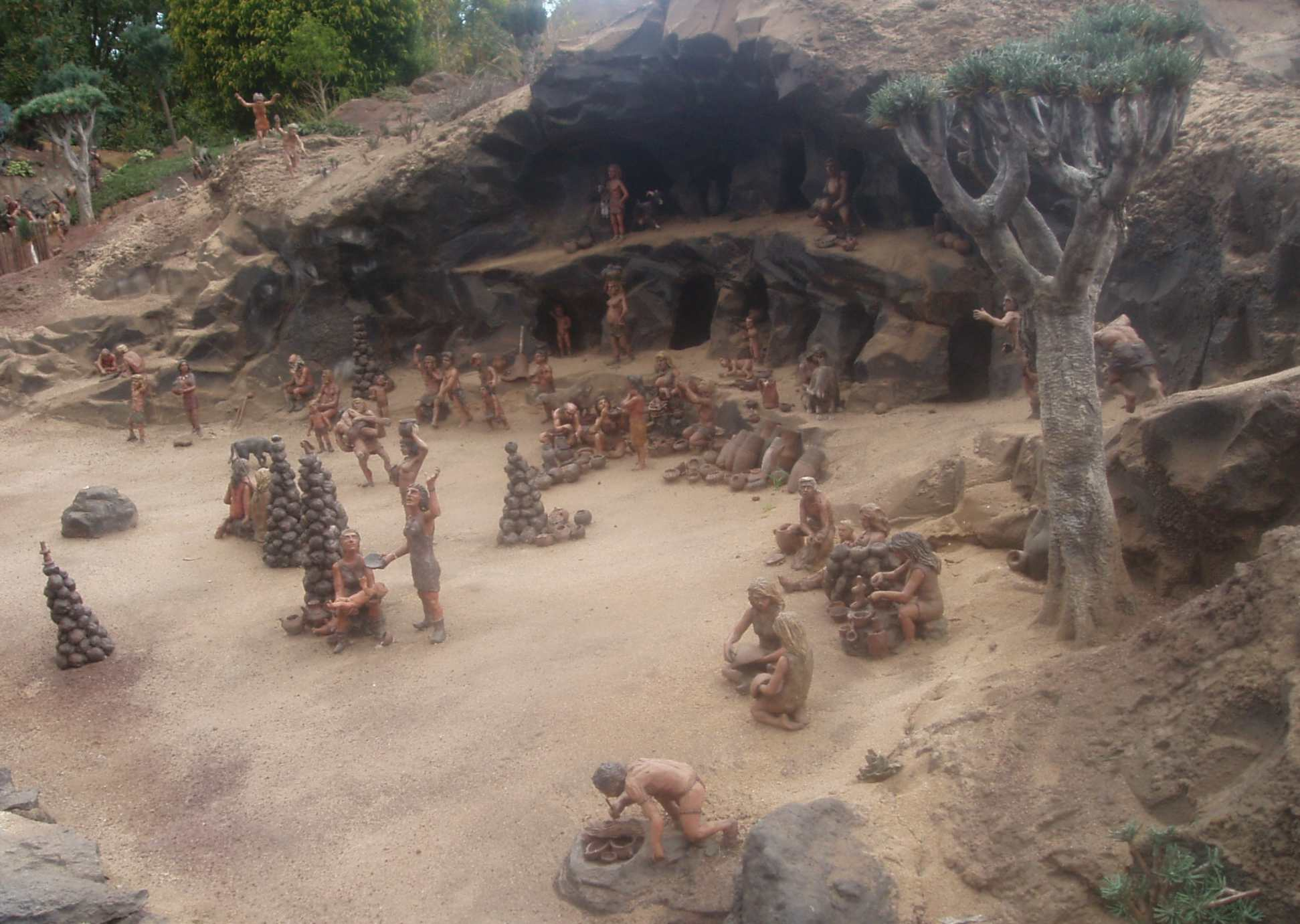
Miniatuurvoorstelling over het leven van de Guanchen in Pueblo Chico in La Orotava, Tenerife
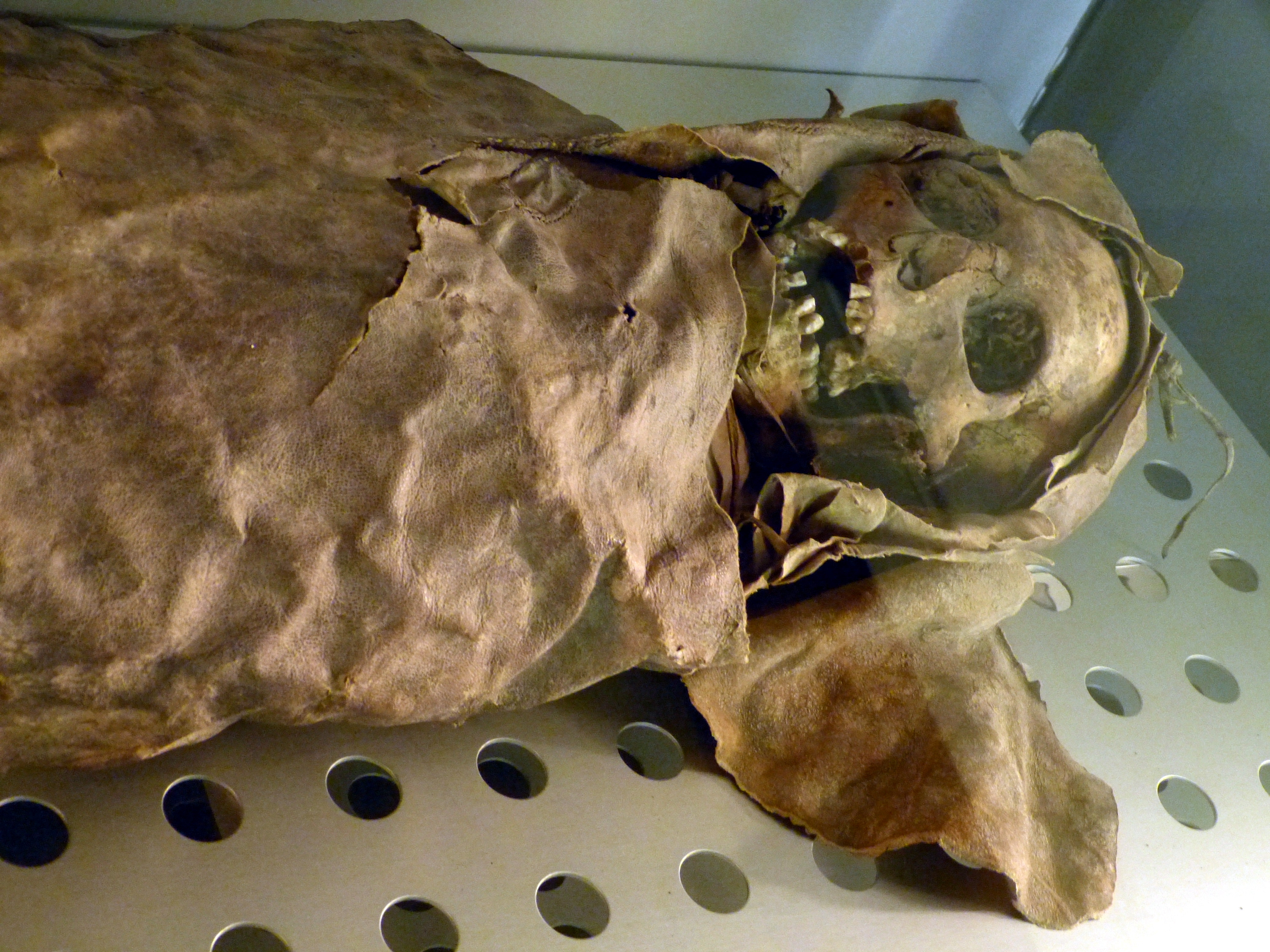
Guanche mummie van een vrouw (830 n. Chr.), Museo de la Naturaleza y el Hombre, Santa Cruz de Tenerife.
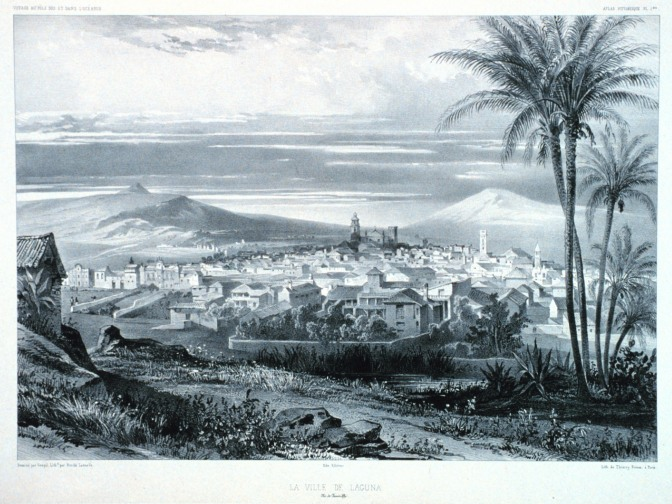
San Cristóbal de La Laguna in 1880 (Tenerife)
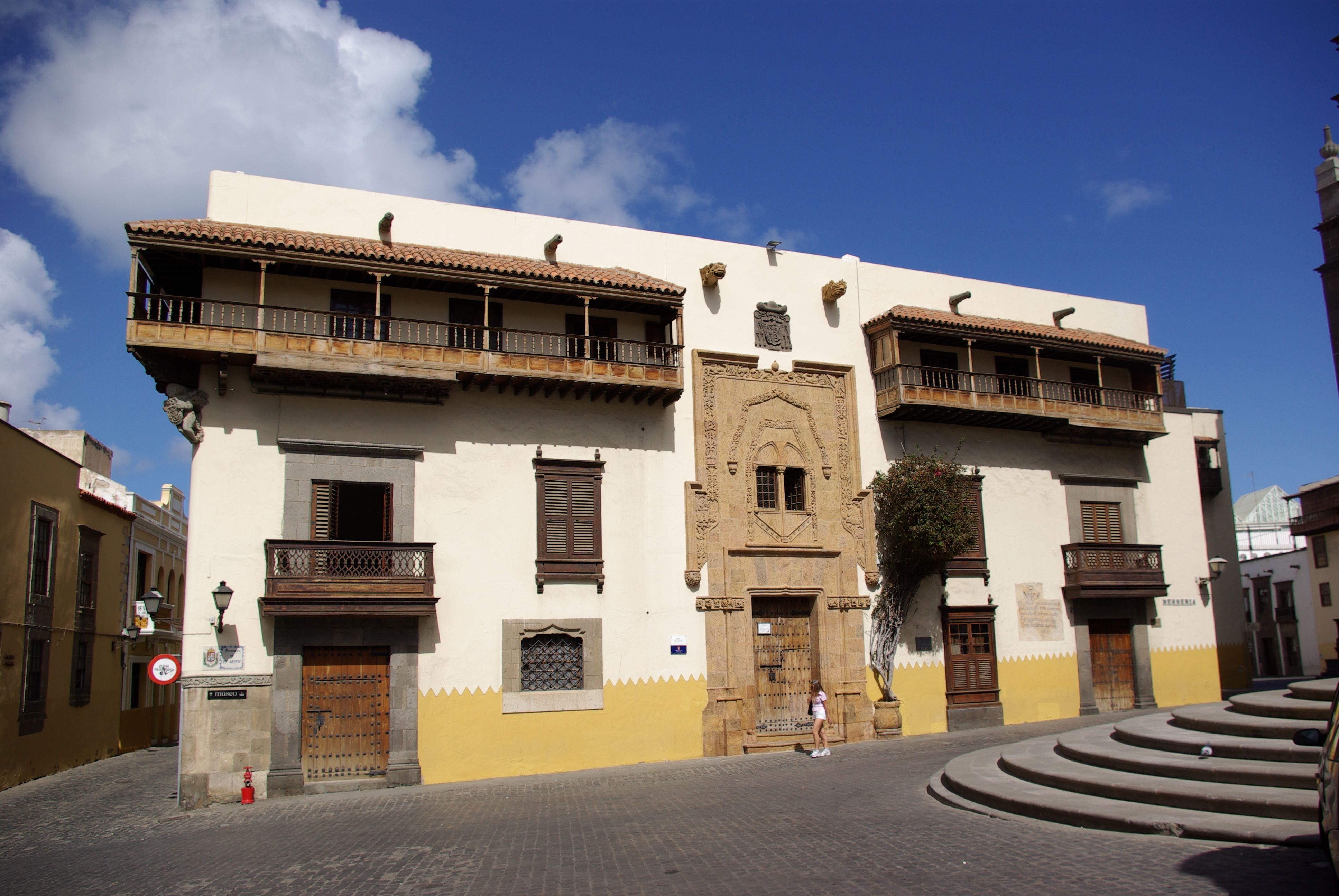
Casa de Colón, het Columbushuis, in Las Palmas de Gran Canaria
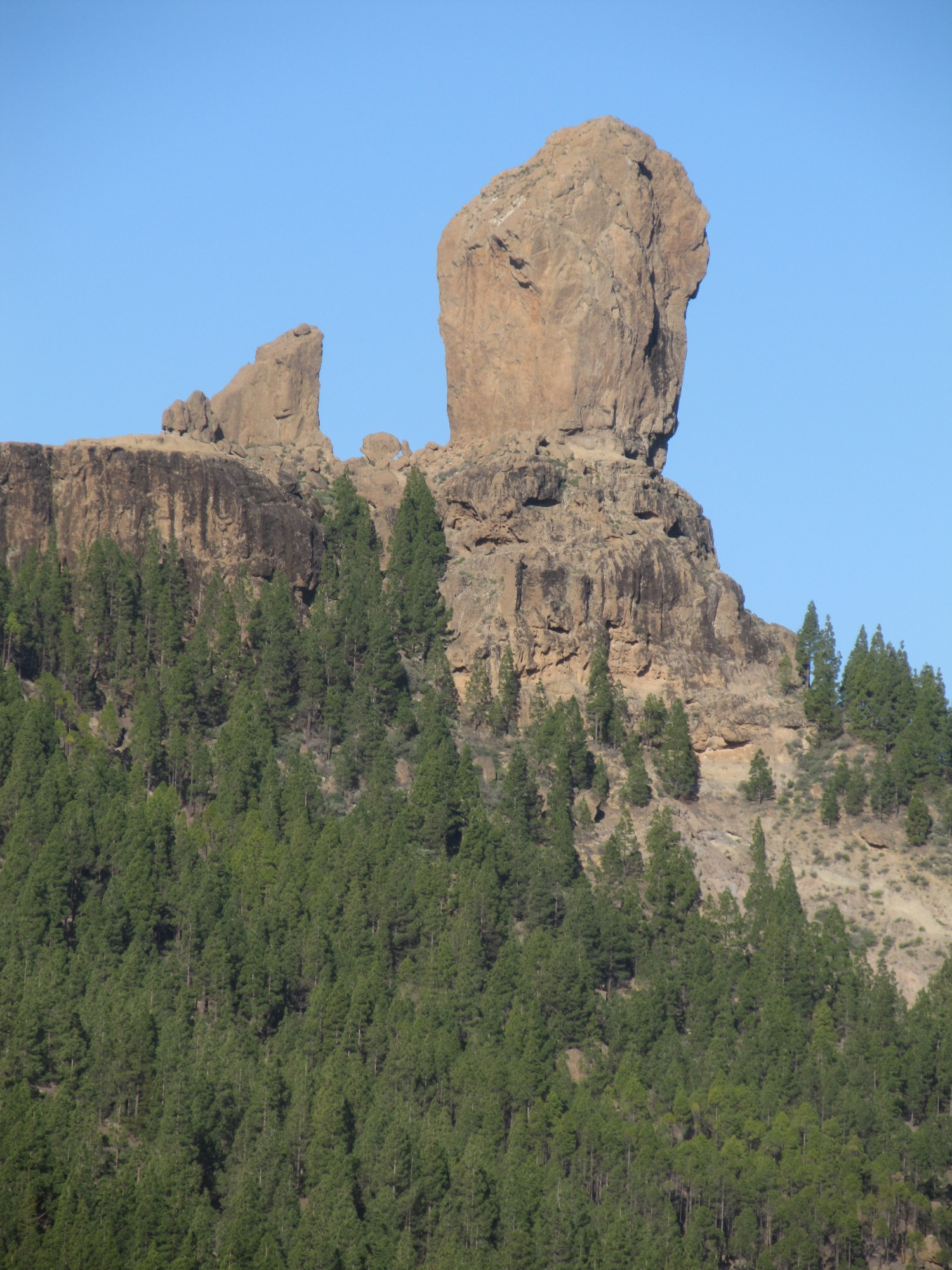
De Roque Nublo op Gran Canaria
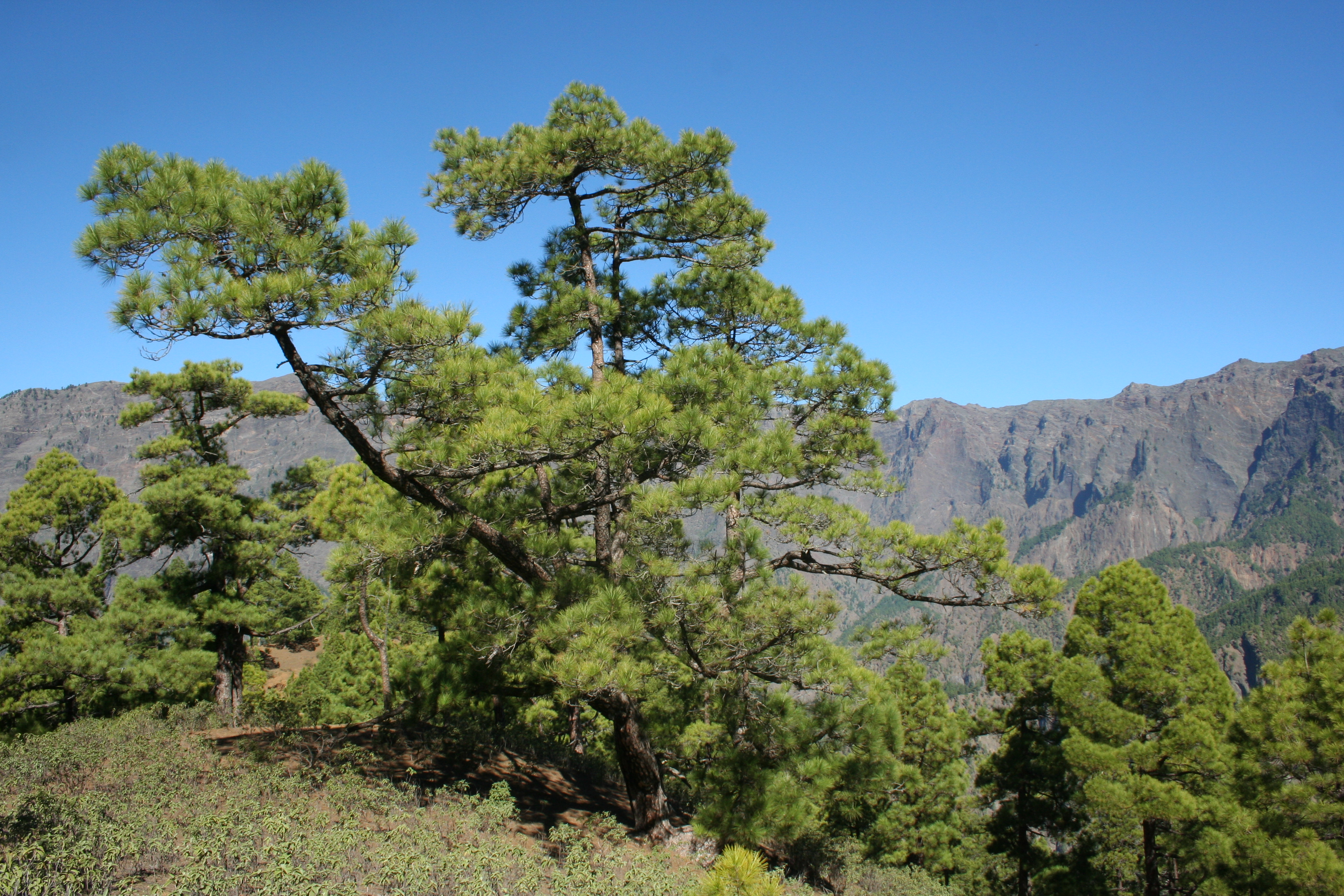
De endemische Canarische den